# Ugo Orlandi
Ugo Orlandi (né à Brescia en 1958) est un musicologue, spécialiste de l'histoire de la musique, professeur des universités et virtuose italien de la mandoline, réputé internationalement, et qui est considéré comme l'une des figures de proue de cet instrument dans le monde entier.

## Biographie

### Formation et fonctions universitaires
Ugo Orlandi commence par étudier la mandoline et la trompette, auprès de Giovanni Ligasacchi (it) et de Rosa Messora, au Centre d'éducation musicale pour la jeunesse de Brescia.
À partir de 1975, il suit les cours du conservatoire de musique de Padoue sous la direction de Giuseppe Anedda, et obtient un diplôme de trompettiste, à l'instar de celui de mandoliniste acquis précédemment.
De 1980 à 2007, il enseigne la mandoline au conservatoire de Padoue.  Depuis 2007, il dispense des cours au conservatoire Giuseppe-Verdi de Milan. Parmi ses élèves figurent notamment Anna Schivazappa et Duilio Galfetti.

### La carrière de soliste
Ugo Orlandi est surtout connu du grand public pour sa collaboration avec l'orchestre I Solisti Veneti et le chef d'orchestre Claudio Scimone avec lesquels il a donné des concerts dans le monde entier.

## Activité éditoriale
| Année | Titre                         | Auteurs                                                                                          | Éditeurs                 | Sujet | ISBN                  |
| ----- | ----------------------------- | ------------------------------------------------------------------------------------------------ | ------------------------ | --- | --------------------- |
| 2011  | Luigi Mozzani - Vita e opere  | Giovanni Intelisano                                                                              | Minerva Edizioni Bologne | Luigi Mozzani - La vie et l'œuvre Luigi Mozzani luthier : la mandoline e la codification des instruments à plectre. | (ISBN 978-8873812326) |
| 2008  | 1520 - 1724 Liutai in Brescia | Marco Bizzarini Charles Beare Carlo Chiesa John Dilworth Ugo Orlandi Ugo Ravasio Duane Rosengard | Eric Blot Edizioni       | Luthiers à Brescia - de 1520 à 1724 Ouvrage collectif et recherches réalisées pour l'exposition du 9 juin 2007 au 8 juillet 2007 à "Palazzo Martinengo" : "Giovanni Paolo Maggini in Brescia. Secoli di dettagli". Publié par Marco Bizzarini et Ugo Orlandi. Réalisation coordonnée par Eric Blot, Filippo Fasser et Christopher Reuning |                       |